# Diplosynapsis argentifascia
Diplosynapsis argentifascia là một loài ruồi trong họ Asilidae. Diplosynapsis argentifascia được Enderlein miêu tả năm 1914. Loài này phân bố ở vùng Tân nhiệt đới.